# Daphne Jelgersma
Daphne Albada Jelgersma (* 1968 oder 1969) ist eine ehemalige niederländische Squashspielerin.

## Karriere
Daphne Jelgersma war in den 1990er- und 2000er-Jahren auf der WSA World Tour aktiv. Ihre beste Platzierung in der Weltrangliste erreichte sie mit Rang 36 im Mai 1999. Mit der niederländischen Nationalmannschaft nahm sie 1996, 1998, 2000 und 2002 an der Weltmeisterschaft teil, zudem gehörte sie von 1999 bis 2002 auch viermal zum Kader bei Europameisterschaften.
Bei Weltmeisterschaften im Einzel verpasste Jelgersma dreimal die Qualifikation für das Hauptfeld. 2001 und 2002 wurde sie niederländische Vizemeisterin. Dabei unterlag sie 2001 im Finale Vanessa Atkinson und im Jahr darauf Karen Kronemeyer.

## Erfolge
- Niederländische Vizemeisterin: 2001, 2002